# Nana Džordžadzeová
Nana Džordžadzeová (gruzínsky: ნანა ჯორჯაძე; * 24. srpna 1948 Tbilisi) je gruzínská filmová režisérka, scenáristka, kostýmní výtvarnice a herečka. Její snímek Tisíc a jeden recept zamilovaného kuchaře z roku 1996, s Pierrem Richardem v hlavní roli, se stal prvním gruzínským filmem nominovaným na Oscara za zahraniční film. Její snímek Robinzonáda aneb Můj anglický dědeček z roku 1986 získal na filmovém festivalu v Cannes cenu Zlatá kamera. Snímek Léto ztracených polibků byl nominován na Evropské filmové ceny v kategorii nejlepší scénář (na scénáři se také podílela),  získal Zvláštní cenu poroty na Bruselském filmovém festivalu a Prix Tournage na Avignonském festivalu. 
Vystudovala architekturu na Státní akademii výtvarných umění v Tbilisi (1972). Jako architektka i pracovala, v letech 1968 až 1974. Poté začala studovat na Státním divadelním ústavu v Tbilisi, který dokončila v roce 1980. V letech 1985-1991 zde byla profesorkou, v letech 1991-1995 vyučovala na Gerasimovově všeruské státní univerzitě kinematografie. Jako herečka debutovala v roce 1977, jako režisérka v roce 1979. Od 90. let žije ve Francii. Je vdaná za gruzínského spisovatele a režiséra Irakliho Kvirikadzeho. Napsala též beletristickou knihu Zapomenuté střechy mého dětství a sbírku básní.